# 長野コカ・コーラボトリング
長野コカ・コーラボトリング株式会社（Nagano Coca-Cola Bottling Co., Ltd,）は、かつて日本に存在したコカ･コーラボトラー。現在は北陸コカ・コーラボトリングに吸収されている。

## 概略
長野県のみを営業エリアとしていたボトラー。本州において単一県のみを営業エリアとしていた唯一の例であった。コカ・コーラ本社が経営に携わった1974年から1984年の間は日本におけるパイロットボトラーの役目を担い、新製品のテストなどが行われた。そのような背景を持つため、長野でしか販売されなかった製品も多い。
なお、同社営業エリアの隣接地域について、富山県は北陸コカ・コーラボトリング、静岡県・山梨県・岐阜県・愛知県はコカ・コーラ セントラル ジャパン、埼玉県・群馬県・新潟県は三国コカ・コーラボトリングがそれぞれ担当していた。

## 沿革
- 1962年（昭和37年）
  - 6月 - コカ・コーラ本社極東部門の幹部グラグナニーと地元資本の出資によって設立される。
  - 7月 - コカ・コーラレギュラーサイズ発売。
  - 8月 - ファンタオレンジ、ファンタグレープレギュラーサイズ発売。
  - 5月 - 松本工場操業開始。
- 1964年（昭和39年）12月 - コカ･コーラホームサイズ製造開始。東京コカ・コーラボトリング等へ供給。
- 1965年（昭和40年）7月 - 自社エリアでコカ･コーラホームサイズ発売。のちに、他ボトラーより10年以上早い1978年を以て販売を停止。
- 1966年（昭和41年）5月 - コカ･コーラ250ml缶発売。
- 1968年（昭和43年）
  - 1月 - ファンタ350ml缶発売。続いて翌2月にはコカ・コーラ350ml缶を発売。
  - 4月 - 松本工場に第2ライン増設。
- 1970年（昭和45年）3月 - 全国販売に先駆け、ディスンペンサーでのスプライトテスト販売を実施。
- 1971年（昭和46年）2月 - 全国に先駆け、スプライトレギュラーサイズ発売。
- 1972年（昭和47年）2月 - 更埴工場竣工。操業開始。
- 1974年（昭和49年）
  - 7月 - グラグナニーの帰国に伴い、経営権がコカ・コーラ本社に移り日本唯一の直営ボトラーへ。
  - 12月 - 全国に先駆けてコカ・コーラ1リットルサイズびんの販売を開始（中身150円、瓶保証金30円）。これに伴い松本工場の生産ラインをリットルサイズ製造に対応化。
- 1975年（昭和50年）8月 - 松本工場リットルサイズラインの生産能力を2倍に増強。他ボトラーへも供給開始。
- 1976年（昭和51年）3月 - 更埴工場の製造ラインを改造し、コカ･コーラ350mlキングサイズびん(リターナブル)を発売。
- 1977年（昭和52年）6月 - コールドフィリング技術を導入し、リフトオレンジ300mlびん発売。
- 1978年（昭和53年）10月 - 松本工場リットルサイズ兼用ライン設備を更埴工場へ移設。
- 1980年（昭和55年）3月 - リフトオレンジ250ml缶、350ml缶を発売。製造は山陽コカ・コーラボトリング。
- 1981年（昭和56年）2月 - 松本工場の操業を一時停止。
- 1984年（昭和59年）
  - 3月 - 日本コカ･コーラの持株放出による経営権獲得の競争入札が行われる。三国コカ・コーラボトリング、富士コカ・コーラボトリングとの接戦の末、北陸コカ・コーラボトリングが経営権を取得、同社の傘下に入る。
  - 10月 - 更埴工場2号ラインを炭酸飲料1.5リットルペットボトル製造に対応。
- 1985年（昭和60年）5月 - 更埴工場1号ラインでスーパー300ワンウェイボトルの製造開始。自社生産化。
- 1986年（昭和61年）6月 - 更埴工場2号ラインを非炭酸飲料1.5リットルペットボトル製造に対応。
- 1988年（昭和63年）3月 - 更埴工場1号ラインでミディ500ワンウェイボトルの製造開始。
- 1989年（平成元年）
  - 4月 - 北陸コカ・コーラボトリング高岡工場より機器を移設し、リアルゴールド等小びん飲料の生産開始。
  - 7月 - キャンニング専用工場として新松本工場の操業を開始。当初はコーヒー・茶の生産。
- 1991年（平成3年）2月 - 松本工場缶ラインに窒素充填装置を導入し、2ピース缶使用開始。
- 1992年（平成4年）5月 - 松本工場缶ラインを炭酸飲料生産可能に改造。ほぼ全製品の自社製化を達成。
- 1999年（平成11年）- 北陸コカ･コーラボトリングに吸収合併。更埴工場を閉鎖。

## 工場
- 本社工場（長野県松本市、北陸コカ・コーラボトリング松本工場を経て閉鎖された）
当初はびん製品を製造していたが1981年にいったん操業を停止。1989年に缶製品専用工場として再開された。当初は需要の大きいジョージアの生産をメインとした設計の下に設置されたラインだったため炭酸製品が作れなかったが、1992年に兼用化工事を完了させほぼ全製品を自社生産できるようになった。
- 更埴工場（長野県更埴市（現・千曲市））
1972年に第二工場として設置。リットルサイズ生産や果汁コールド充填など新技術の導入の際には当工場がテストラインとして選ばれることが多かった。あらゆる種類のボトル製品の生産に対応。

## 長野コカ・コーラボトリングの特色
- 長野でのみ発売された製品
  - コカ･コーラ350mlリターナブルびん - 海外ではキングサイズと呼ばれるびんである。長野コカ・コーラボトリング末期まで販売された。
  - リフトオレンジ200ml・300ml・1リットルリターナブルびん - 缶入り製品は山陽コカ･コーラボトリング本郷工場で製造されたものが当該エリアでも販売されたが、びん入りで販売されたのは長野のみでTVCMも放送された。1989年まで販売。
- 長野では全国に先駆けてリットルサイズが導入されたこと及びマーケットエリアが狭いこともあり、全国のボトラーで早々と購買層が重複するホームサイズの生産を打ち切った。また都市圏の大規模ボトラーで生産を打ち切った製品が長野では長寿製品となることも多かった（例：ファンタフルーツパンチ）。
- 松本工場キャンニング設備完成まで缶製品を製造できなかったので、日本コカ・コーラ、サツキコカ・コーラキャンニング、北陸コカ・コーラボトリング等から缶製品を仕入れそれを販売していた。